# PinkNews
Il PinkNews è una testata giornalistica online della comunità LGBT fondata da Benjamin Cohen nel 2005.
Segue da vicino i progressi politici sui diritti LGBTQ+ in tutto il mondo e contiene interviste a personaggi della cultura e politici LGBT. Le notizie sono suddivise in diverse sezioni, con le storie più recenti, importanti e di tendenza visualizzate sulla home page per impostazione predefinita. Le persone possono filtrare le notizie in base alle sezioni di maggiore interesse, tra cui: transgender, intrattenimento, mondo, politica, arte e opinione.

## Storia
PinkNews è stata fondata da Benjamin Cohen nel luglio 2005. Una versione cartacea, The PinkNews è stata lanciata ufficialmente nel 2006. Tuttavia, PinkNews è diventata una pubblicazione online quando l'edizione cartacea è stata abbandonata nel 2007. Il sito web viene aggiornato quotidianamente con notizie.
Nel 2018, PinkNews è diventato il primo editore LGBTQ+ su Snapchat. Il sito web è stato ridisegnato nel 2022. Alla sua app sono state aggiunte anche nuove funzionalità di filtro nel tentativo di contrastare l'elusione delle notizie a causa di segnalazioni negative.
La posizione editoriale di PinkNews non è quella di fare campagna in modo partigiano, anche se intervista i politici e ha una posizione pro-LGBTQ+. PinkNews non appoggia i partiti politici nelle elezioni, ma nelle precedenti elezioni ha appoggiato i singoli politici indipendentemente dal partito "in base alla loro posizione sulle questioni dei diritti dei gay".